# Radosław Pyffel
Radosław Zbigniew Pyffel (ur. 7 września 1976 w Warszawie) – polski analityk, konsultant, komentator, socjolog.

## Życiorys
Absolwent socjologii na Uniwersytecie Warszawskim. Wykładał bądź wykłada w Wyższej Szkole Biznesu w Nowym Sączu oraz Wyższej Szkole Europejskiej im. ks. Tischnera w Krakowie, Akademii Leona Koźmińskiego w Warszawie, Collegium Civitas w Warszawie.
Włada chińskim, rosyjskim i angielskim. Konsultant i autor szkoleń do spraw rynku chińskiego. Przebywał wiele lat w Chinach i na Tajwanie (studiował m.in. na Sun Yat-sen University w Kantonie i Uniwersytecie Pekińskim). Ekspert do spraw Azji w Instytucie Sobieskiego. Był prezesem think tanku Centrum Studiów Polska-Azja. Od 18 lipca 2016 do końca lipca 2018 przedstawiciel Polski i alternate director w Azjatyckim Banku Inwestycji Strukturalnych (AIIB). W latach 2018–2020 Pełnomocnik Zarządu PKP Cargo ds. rynków wschodnich i rozwoju spółki w krajach tzw. Nowego Jedwabnego Szlaku.
Występował na pozycji napastnika w kadrze Reprezentacji Dziennikarzy w piłce nożnej.

## Publikacje
Autor kilkudziesięciu artykułów dotyczących Azji w polskiej prasie (m.in. Najwyższy Czas!, Newsweek Polska, Gazeta Wyborcza). Opublikował także książki:
- Chiny w Roku Olimpiady. Państwo Środka od Środka, Wyd. 3S Media, Warszawa 2008, ISBN 978-83-923894-3-9[11];
- Chińska ruletka. Olimpiada i co dalej? (wraz z Joanną Kowalską-Iszkowską) z serii Pod Lupą (Newsweek Polska), Wyd. Axel Springer Polska, Warszawa 2008, ISBN 978-83-7558-420-2.
- Biznes w Chinach: jak osiągnąć sukces, Warszawa, 2012.